# Savkivka, Ciornobai
Savkivka (în ucraineană Савківка) este un sat în așezarea urbană Ciornobai din regiunea Cerkasî, Ucraina.

## Demografie
Componența lingvistică a localității Savkivka
     Ucraineană (97,01%)
     Rusă (2,99%)
Conform recensământului din 2001, majoritatea populației localității Savkivka era vorbitoare de ucraineană (97,01%), existând în minoritate și vorbitori de rusă (2,99%).